# 南緯39度線
南緯39度線（なんい39どせん）は、地球の赤道面より南に地理緯度にして39度の角度を成す緯線。大西洋、インド洋、オーストララシア、太平洋、南アメリカを通過する。
この緯度の下では、夏至点時の可照時間は14時間55分であり、冬至点時の可照時間は9時間26分である。5月16日頃から7月27日頃までは、1日の可照時間は10時間を切っており、作物や植物の成長をかなり遅らせる要因となっている。

## 通過する地域一覧
南緯39度線は、本初子午線から東に向かって以下の場所を通っている。
| 地理座標                                               | 国土・領土・領海 | 備考                        |
| ------------------------------------------------------ | ---------------- | --------------------------- |
| 南緯39度0分 東経0度0分 / 南緯39.000度 東経0.000度      | 大西洋           |                             |
| 南緯39度0分 東経20度0分 / 南緯39.000度 東経20.000度    | インド洋         |                             |
| 南緯39度0分 東経143度30分 / 南緯39.000度 東経143.500度 | バス海峡         |                             |
| 南緯39度0分 東経146度15分 / 南緯39.000度 東経146.250度 | オーストラリア   | ビクトリア州 - ウィルソン岬 |
| 南緯39度0分 東経146度27分 / 南緯39.000度 東経146.450度 | 太平洋           | タスマン海                  |
| 南緯39度0分 東経174度10分 / 南緯39.000度 東経174.167度 | ニュージーランド | 北島                        |
| 南緯39度0分 東経177度53分 / 南緯39.000度 東経177.883度 | 太平洋           |                             |
| 南緯39度0分 西経73度19分 / 南緯39.000度 西経73.317度   | チリ             | ラ・アラウカニア州          |
| 南緯39度0分 西経71度28分 / 南緯39.000度 西経71.467度   | アルゼンチン     |                             |
| 南緯39度0分 西経62度0分 / 南緯39.000度 西経62.000度    | 大西洋           |                             |